# Victoria & Alfred Waterfront
Het Victoria & Alfred Waterfront is het historische hart van de haven van Kaapstad en is met de meeste buitenlandse toeristen de belangrijkste trekpleister van Zuid-Afrika. Gelegen aan het water tussen Robbeneiland en de Tafelberg geeft het de mogelijkheid aan bezoekers om te winkelen en andere toeristische attracties aan het waterfront te bezoeken. Er bevinden zich winkels, hotels, kantoren, het Two Oceans Aquarium, het Nobelplein alsook de Nelson Mandela Gateway die rondvaarten aanbiedt naar Robbeneiland.
Met de aanleg van de haven werd in 1860 begonnen, in opdracht van de Britse prins Alfred. Het eerste bassin werd naar hem vernoemd en het tweede naar zijn moeder, koningin Victoria.

## Galerie

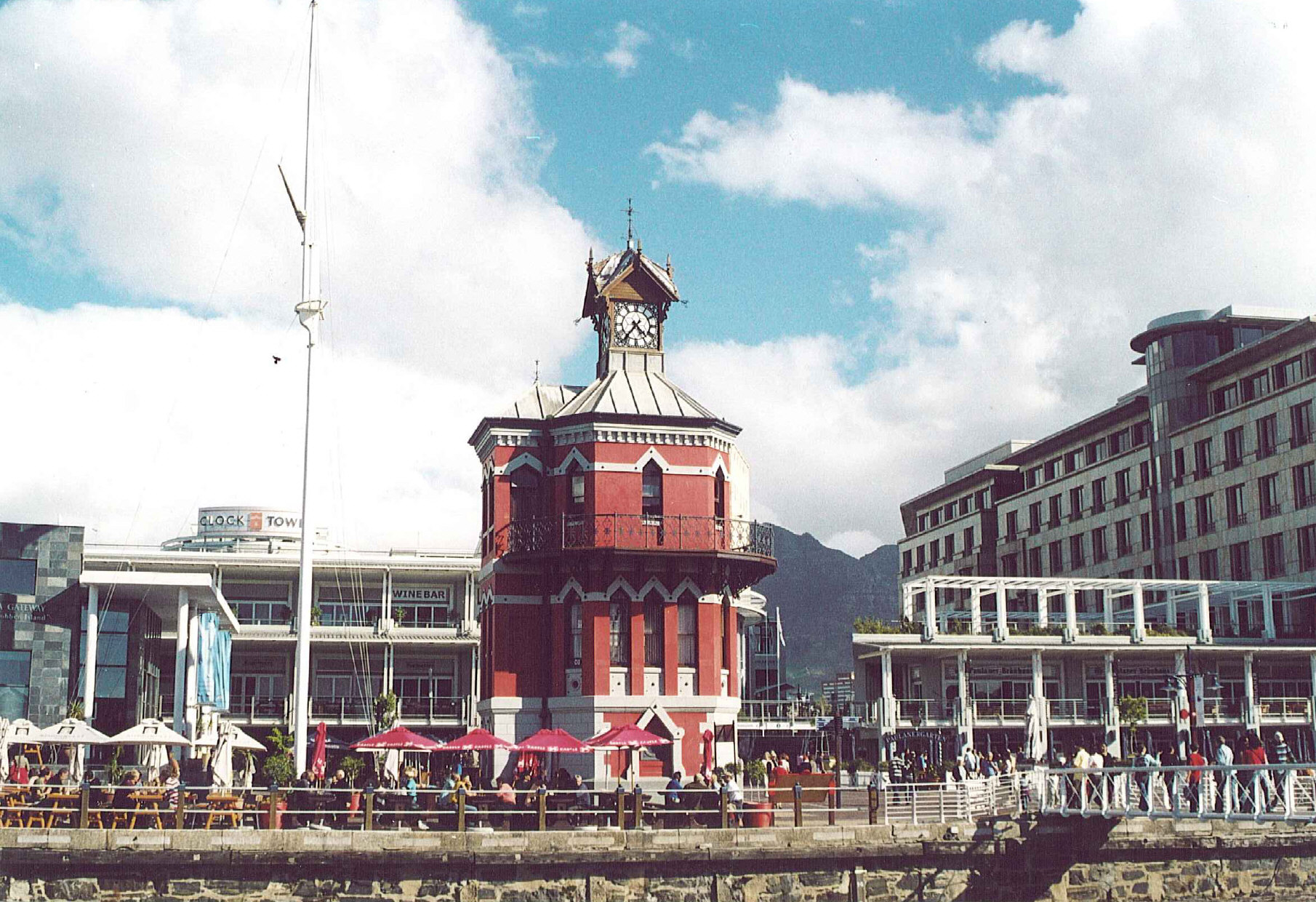
Klokkentoren (gebouwd in 1883) op het Victoria & Alfred Waterfront
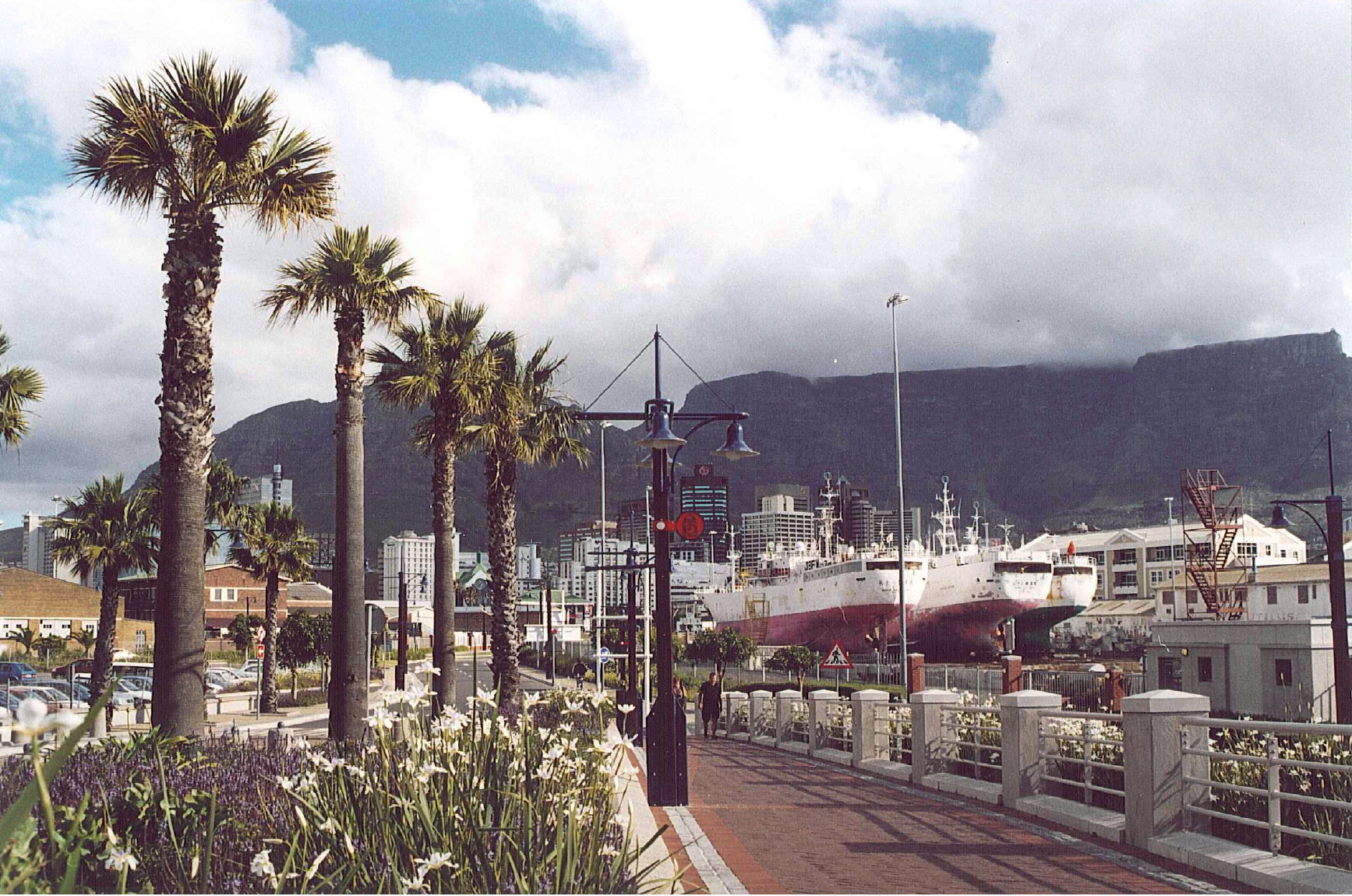
Tafelberg vanaf het Victoria & Alfred Waterfront
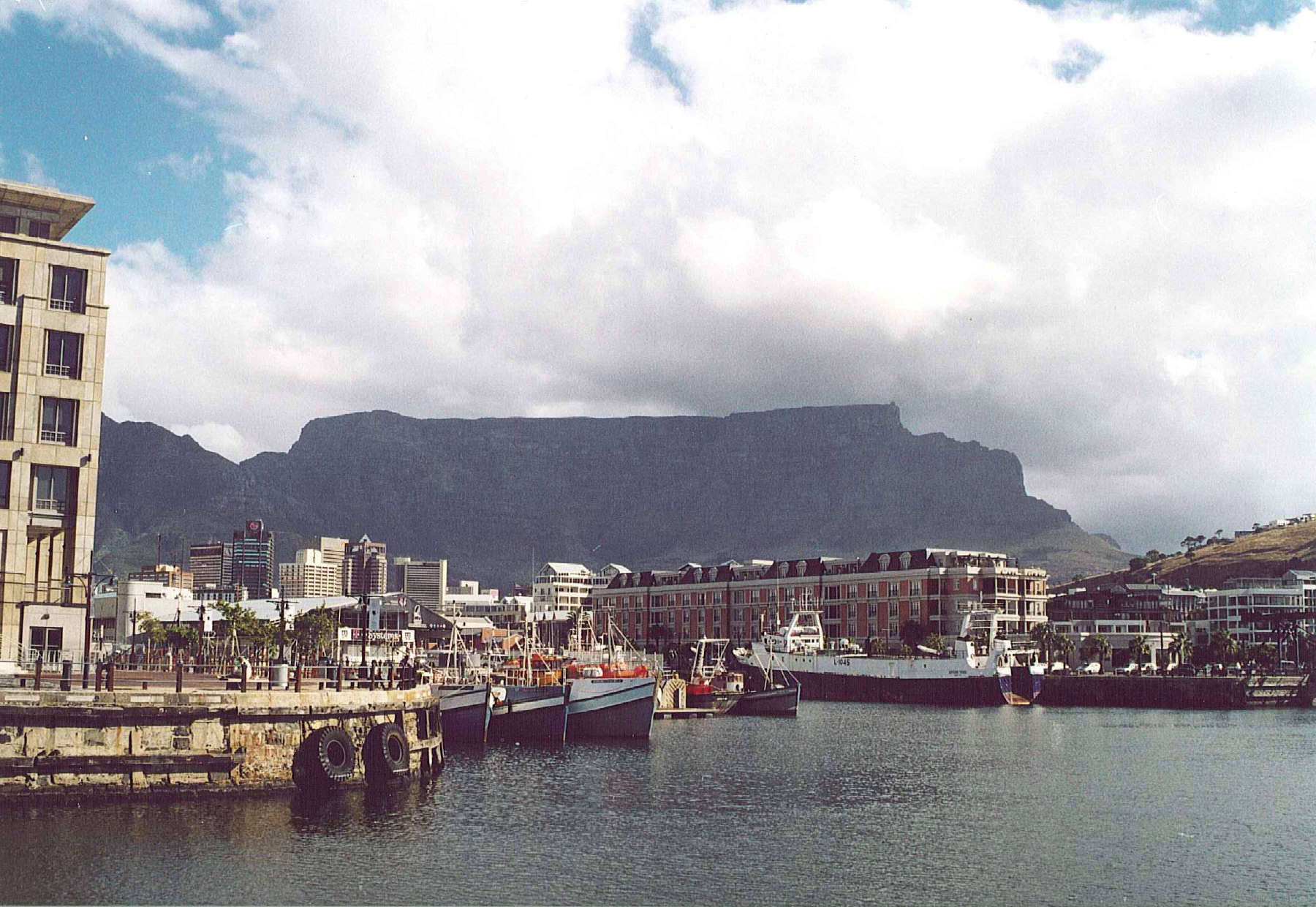
Vaarbewegingen in de haven
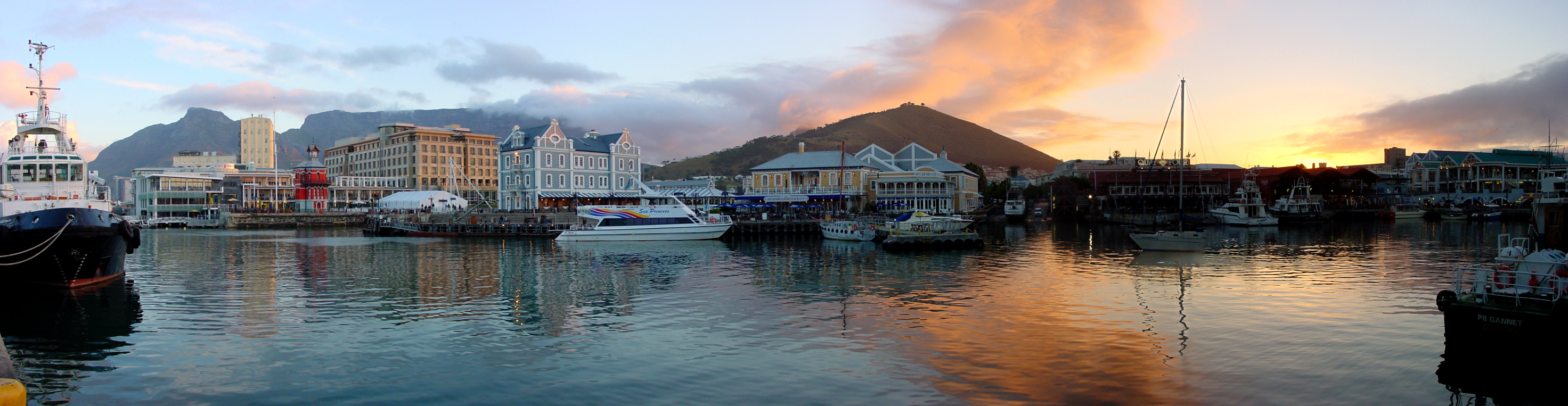
Zicht over het Victoria Bassin
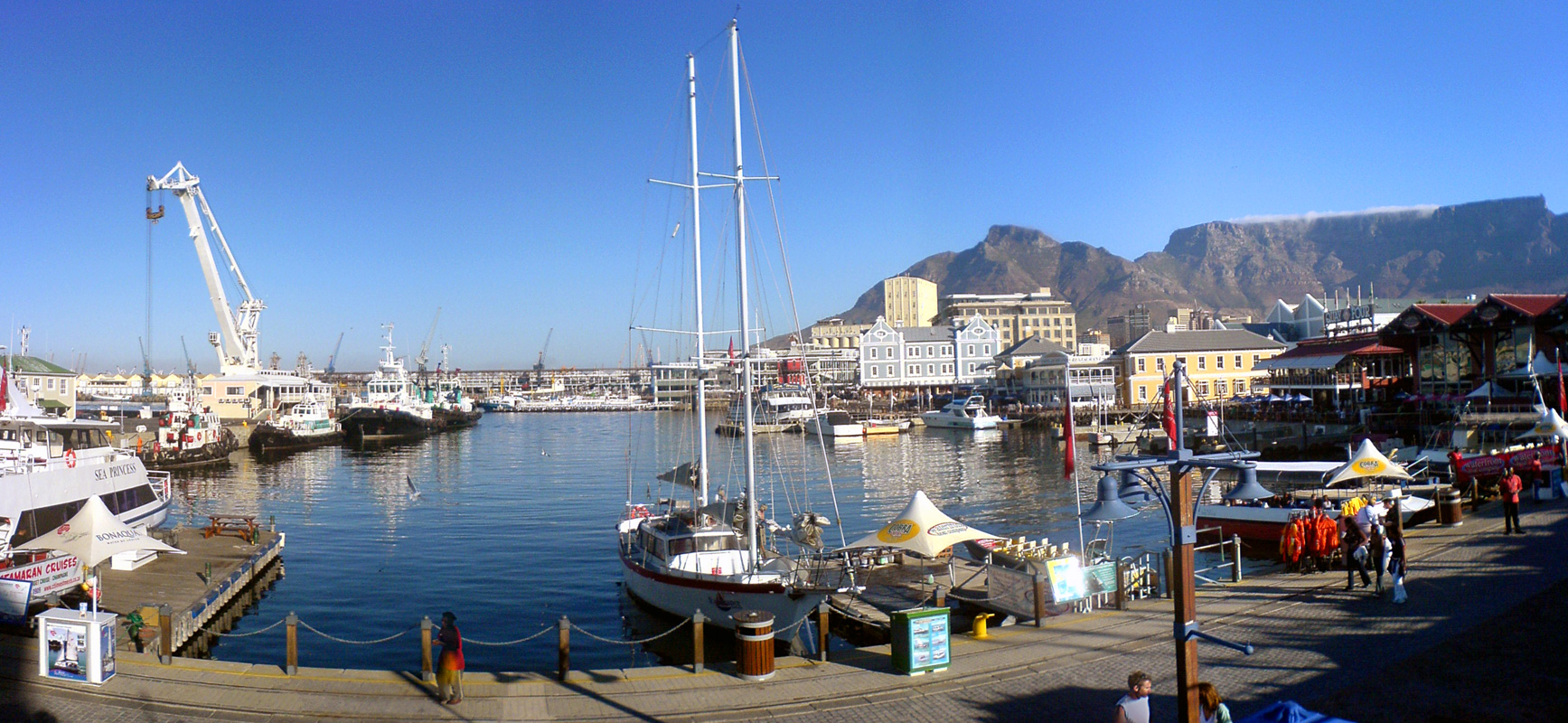
Zicht over het Victoria Bassin
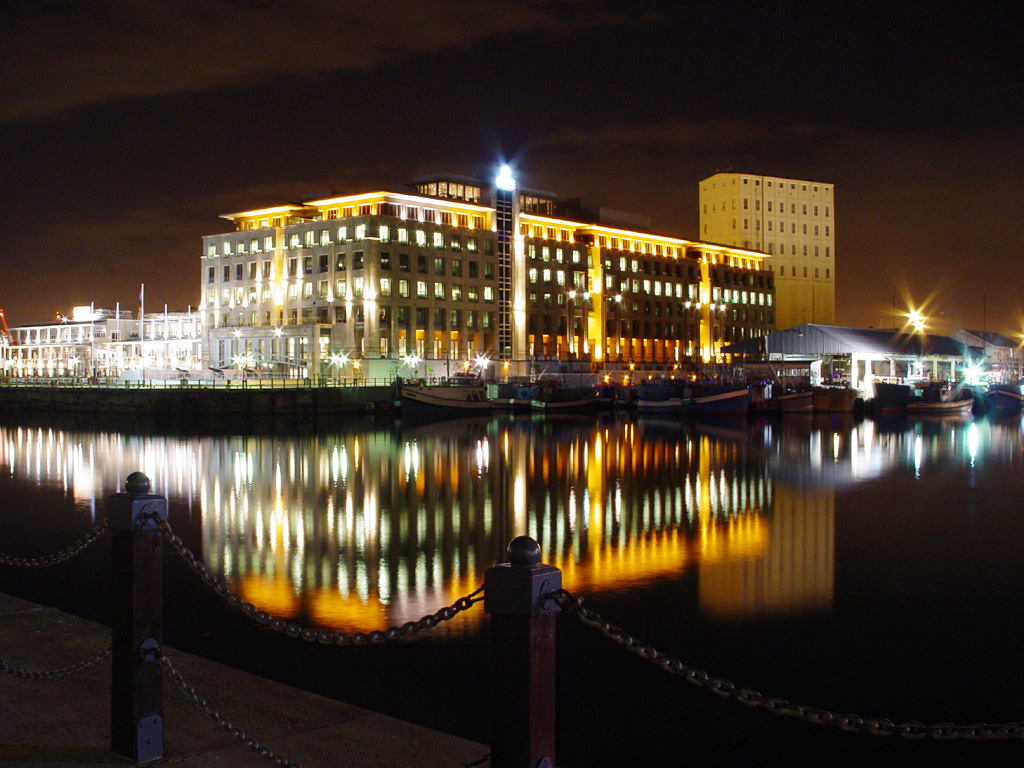
Nedbank/BOE gebouw in de nacht